# Eurypegasus
Genre
Eurypegasus est un genre de poissons téléostéens de la famille des Pegasidae.

## Liste d'espèces
Selon FishBase (22 mai 2010), World Register of Marine Species (22 mai 2010) et ITIS (22 mai 2010) :
- Eurypegasus draconis (Linnaeus, 1766) - Pégase ou Dragon de mer (nom aussi utilisé pour Phyllopteryx taeniolatus)
- Eurypegasus papilio (Gilbert, 1905)

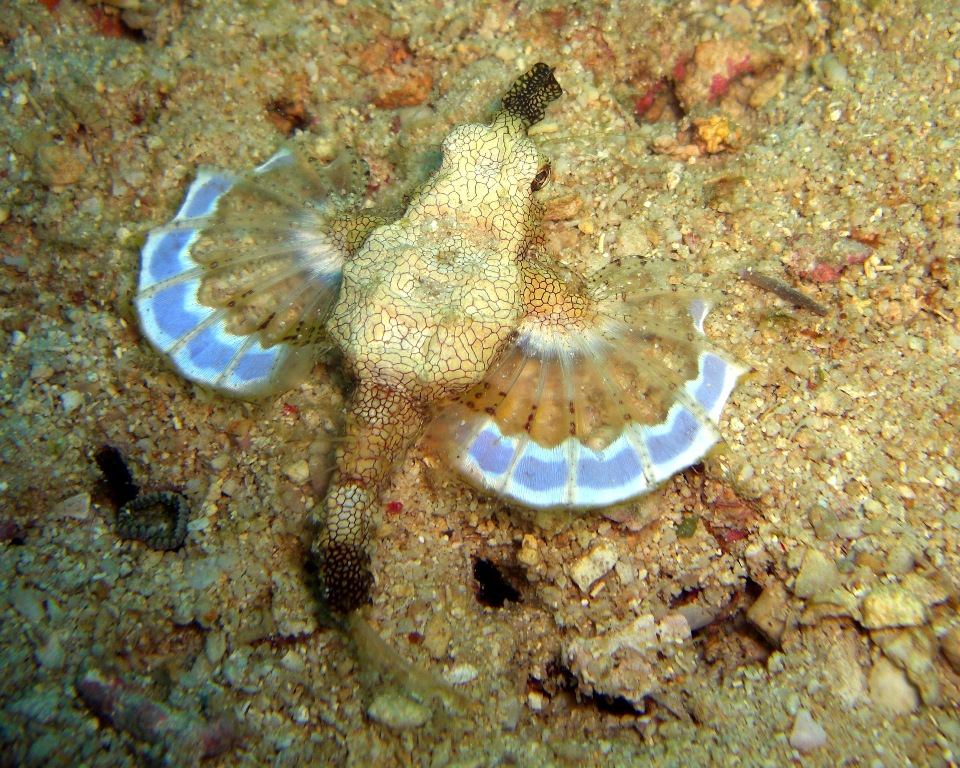
Eurypegasus draconis
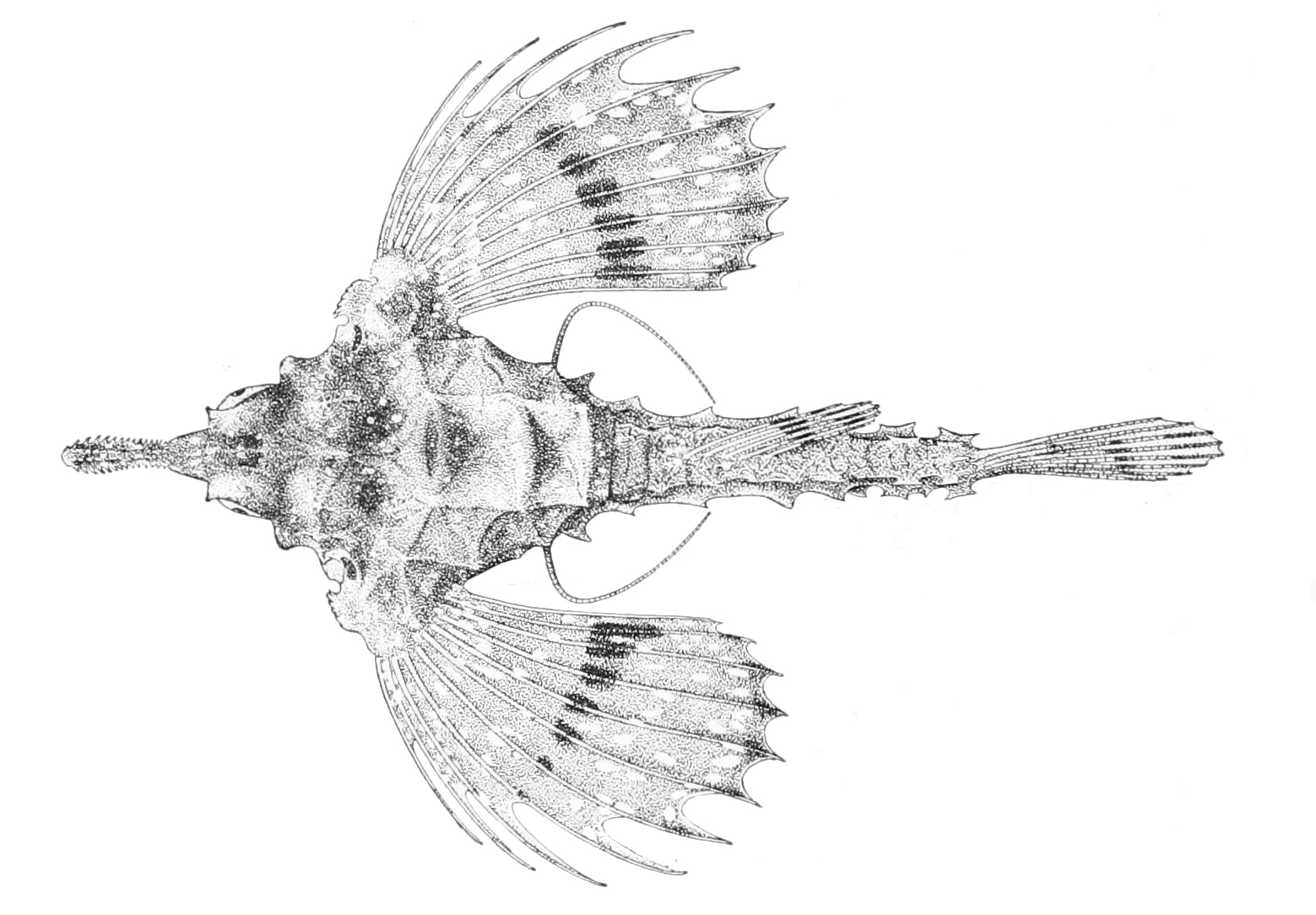
Eurypegasus papilio